# Burgerlijk procesrecht
Het burgerlijk procesrecht (in België gerechtelijk recht genoemd) is het geheel van rechtsregels die het verloop van een procedure voor de burgerlijke rechter regelen. Een procedure volgens het burgerlijk procesrecht wordt een civiele procedure genoemd.
Klik hieronder voor het artikel over het burgerlijk procesrecht van een bepaald land:
- Gerechtelijk recht, voor wat België betreft;
- Burgerlijk procesrecht (Nederland), voor wat Nederland betreft.